# 聖拉蒙 (馬塔加爾帕省)

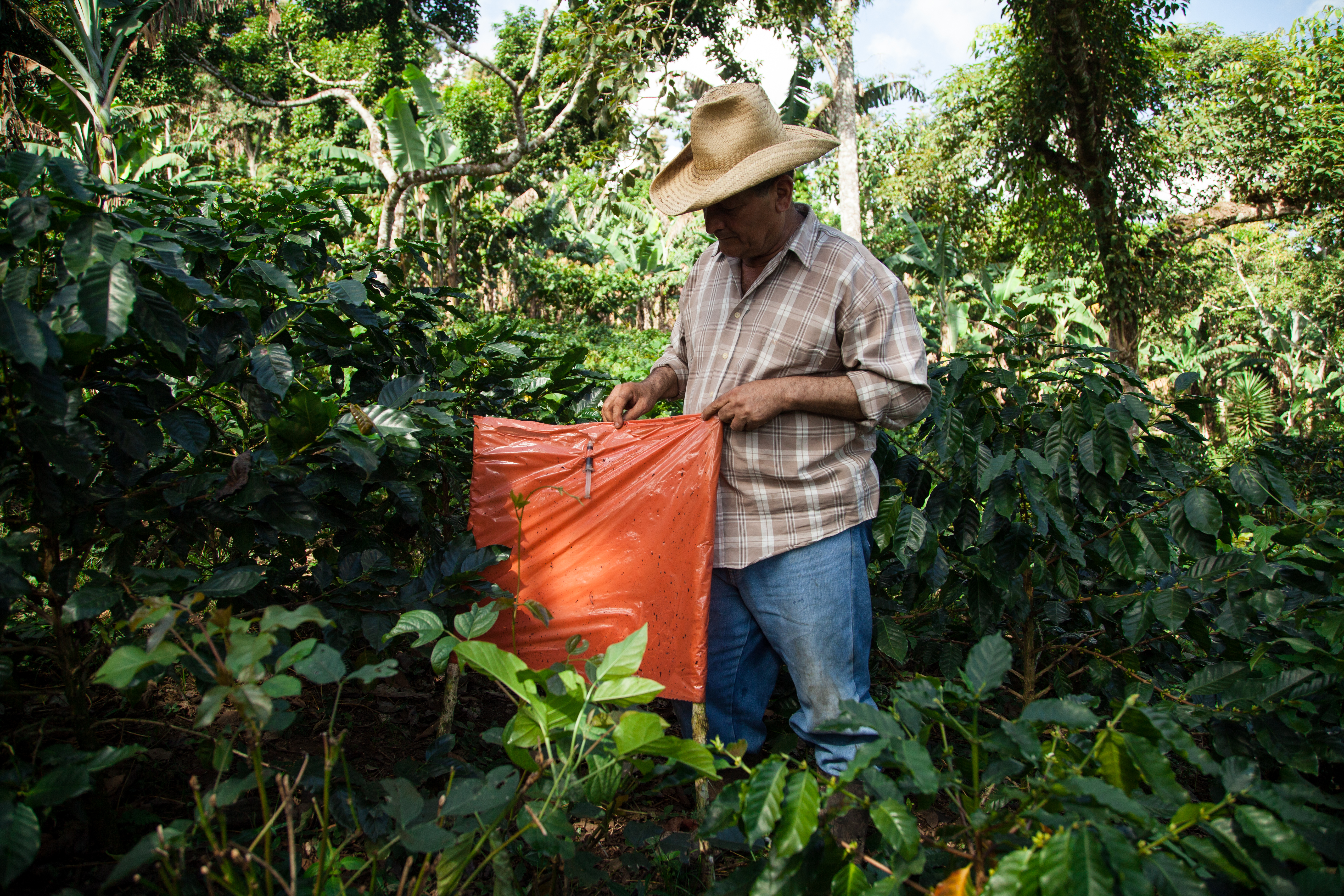
聖拉蒙當地的咖啡種植園

聖拉蒙（西班牙語：San Ramón），是尼加拉瓜的城鎮，位於該國中部，由馬塔加爾帕省負責管轄，始建於1905年8月31日，面積424平方公里，海拔高度618米，2005年人口30,682，人口密度每平方公里72.36人。